# Les Contes du whisky
Les Contes du whisky est le premier recueil de nouvelles fantastiques de Jean Ray, paru en 1925. L'édition de 2016, parue chez Alma éditeur, présente pour la première fois en langue française l'ensemble des textes dans leur version intégrale. La même édition propose une bibliographie complète des différentes éditions des Contes du whisky en langue française (pp. 277 sq.).

## Critiques
- Un univers « où l'iode et l'alcool alternent avec le sel des larmes, avec le soufre… » (Robert Poulet)
- « C'est une littérature brûlante comme le contenu des célèbres flacons écossais » (Fernand Denis)

## Table des matières
- Irish whisky
- À minuit
- Le nom du bateau
- Un conte de fées à Whitechapel
- La fortune d'Herbert
- Dans les marais du Fenn
- La nuit de Camberwell
- Petite femme aimée au parfum de verveine
- Le saumon de Poppelreiter
- Entre deux verres
- Josuah Güllick, prêteur sur gages
- La vengeance
- Mon ami le mort
- Le crocodile
- Une main
- La dernière gorgée
- La fenêtre aux monstres
- Minuit vingt
- La bête blanche
- Le gardien du cimetière
- La bonne action
- Le tableau
- L'observatoire abandonné
- Les étranges études du Dr Paukenschläger
- La dette de Gumpelmeyer
- Herr Hubich dans la nuit

## Adaptation radiophonique
Les Contes du whisky ont fait l'objet d'une adaptation radiophonique sur France Culture, dans l’émission Samedi noir, les samedi 21 mai et samedi 28 mai 2016. Réalisation : Étienne Vallès. Sélection des textes : Xavier Mauméjean.

## Hommages
En avril 2020 est publié aux Éditions Malpertuis «Les Nouveaux contes du whisky »,  (ISBN 978-2-917035-74-0), un recueil de nouvelles fantastiques de Laurent Mantese directement inspiré, tant au niveau de la forme que du contenu, des Contes du whisky. Les nouvelles qui composent le recueil ont toutes été rédigées à bord d'un porte-conteneurs hollandais, durant l'été 2018, sur la route maritime soi-disant empruntée par Jean Ray pour ses activités de contrebande et de journalisme. L'ouvrage est préfacé par Henri Vernes, alors âgé de 100 ans, que l'auteur est allé rencontrer chez lui à Bruxelles.